# (29876) 1999 GR16
A (29876) 1999 GR16 a Naprendszer kisbolygóövében található aszteroida. A LINEAR projekt keretében fedezték fel 1999. április 15-én.